# Walter Schirmer (Prälat)
Walter Schirmer (* 16. Juni 1928 in Pforzheim; † 19. Oktober 2018 in Bamberg) war ein deutscher katholischer Prälat, Caritasdirektor und Geschäftsführer des Caritasverbandes für die Erzdiözese Bamberg.

## Leben
1934 zog Schirmer mit seiner Familie nach Nürnberg. Aufgrund des Krieges konnte er sein Abitur erst 1949 am Neuen Gymnasium ablegen. Nach seinem Studium der Philosophie und der katholischen Theologie in Bamberg weihte ihn Erzbischof Joseph Otto Kolb am 15. Juli 1954 zum Priester. Danach wurde er Kaplan in Ebermannstadt und Nürnberg St. Anton. 1958 wurde er Sekretär von Erzbischof Josef Schneider und Domvikar. 1962 wurde er zum Diözesancaritasdirektor ernannt. 1967 wurde er von Papst Paul VI. zum Monsignore ernannt und 1983 von Johannes Paul II. zum Ehrenprälaten. Der Deutsche Caritasverband verlieh ihm 1979 das Caritasehrenzeichen in Gold und 1987 den Silbernen Brotteller des Deutschen Caritasverbandes. Die Bundesrepublik verlieh ihm 1975 das Bundesverdienstkreuz am Bande und 1981 das Bundesverdienstkreuz 1. Klasse. 1985 erhielt er die Ehrenmedaille der Stadt Lichtenfels. Vom Freistaat Bayern erhielt er 1993 die Bayerische Staatsmedaille für soziale Verdienste und 1996 den Bayerischen Verdienstorden.
Schirmer baute die Caritasberatungsstellen und die Caritaskreisstellen im Erzbistum Bamberg auf. Später wurden sie zu selbstständigen Vereinen. Unter seiner Führung wurden die Fachschulen für Krankenpflege in Nürnberg und Bamberg gegründet. 1998 ging er als Caritasdirektor in den Ruhestand und wurde zum Ehrendomherren ernannt. Am 4. April 2007 gründete Schirmer die Prälat Walter Schirmer Stiftung, um die Ausbildung von Alten- und Krankenpflegern zu unterstützen.